# Dainville-Bertheléville
Dainville-Bertheléville är en kommun i departementet Meuse i regionen Grand Est (tidigare regionen Lorraine) i nordöstra Frankrike. Kommunen ligger i kantonen Gondrecourt-le-Château som tillhör arrondissementet Commercy. År 2022 hade Dainville-Bertheléville 121 invånare.

## Befolkningsutveckling
Antalet invånare i kommunen Dainville-Bertheléville
| Referens: INSEE |